# Коши а ла Тур
Коши а ла Тур (фр. Cauchy-à-la-Tour) насеље је и општина у североисточној Француској у региону Север-Па д Кале, у департману Па де Кале која припада префектури Béthune.
По подацима из 2011. године у општини је живело 2954 становника, а густина насељености је износила 943,77 становника/km². Општина се простире на површини од 3,13 km². Налази се на средњој надморској висини од 115 метара (максималној 116 m, а минималној 82 m).

## Демографија
| 1962. | 1968. | 1975. | 1982. | 1990. | 1999. | 2011. |
| ----- | ----- | ----- | ----- | ----- | ----- | ----- |
| 2.981 | 2.997 | 2.696 | 2.712 | 2.907 | 2.856 | 2.954 |

График промене броја становника у току последњих година